# Kingston (Tennessee)
Kingston es una ciudad ubicada en el condado de Roane en el estado estadounidense de Tennessee. En el Censo de 2010 tenía una población de 5.934 habitantes y una densidad poblacional de 291,75 personas por km².

## Geografía
Kingston se encuentra ubicada en las coordenadas 35°52′21″N 84°30′8″O / 35.87250, -84.50222. Según la Oficina del Censo de los Estados Unidos, Kingston tiene una superficie total de 20.34 km², de la cual 18.39 km² corresponden a tierra firme y (9.56%) 1.95 km² es agua.

## Demografía
Según el censo de 2010, había 5.934 personas residiendo en Kingston. La densidad de población era de 291,75 hab./km². De los 5.934 habitantes, Kingston estaba compuesto por el 0.09% blancos, el 3.45% eran afroamericanos, el 0.1% eran amerindios, el 0.79% eran asiáticos, el 0.08% eran isleños del Pacífico, el 0.66% eran de otras razas y el 1.4% pertenecían a dos o más razas. Del total de la población el 1.74% eran hispanos o latinos de cualquier raza.